# Nova Pauliceia
Nova Pauliceia é um povoado e foi um distrito do município brasileiro de Gavião Peixoto, no interior do estado de São Paulo.

## História

### Origem
Em 1908, no início da colonização da Sesmaria do Cambuhy, foram organizados pelo governo três núcleos independentes, sendo eles Nova Pauliceia, Gavião Peixoto e Nova Europa, resultantes do desmembramento da sesmaria, já visando ao que parece a chegada da ferrovia.

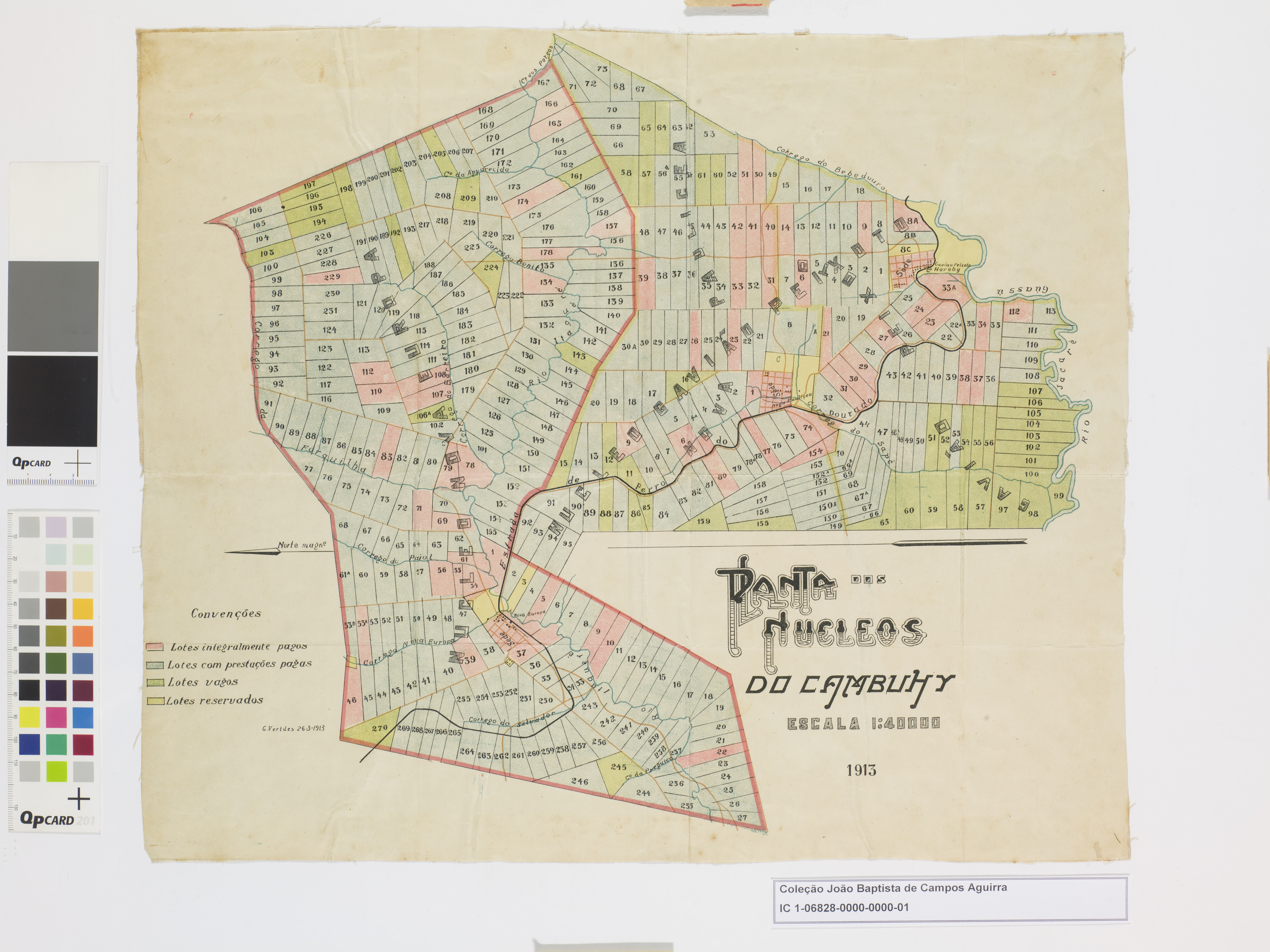
Planta dos Núcleos do Cambuhy.

Logo após, em 25/09/1908, a estação ferroviária Nova Pauliceia foi inaugurada pela Companhia Estrada de Ferro do Dourado. 
Em 1909 o governo anexou ao Núcleo Gavião Peixoto, na categoria de seção, o Núcleo Nova Pauliceia, mas devido sua localização favorável, por ser um ponto mais central do núcleo colonial, por ser um local mais salubre, e também por haver nele maior facilidade em obter-se água potável, a Secretaria de Agricultura do Estado resolveu transferir em 1911 para a Seção Nova Pauliceia a sede do Núcleo Colonial Gavião Peixoto. 

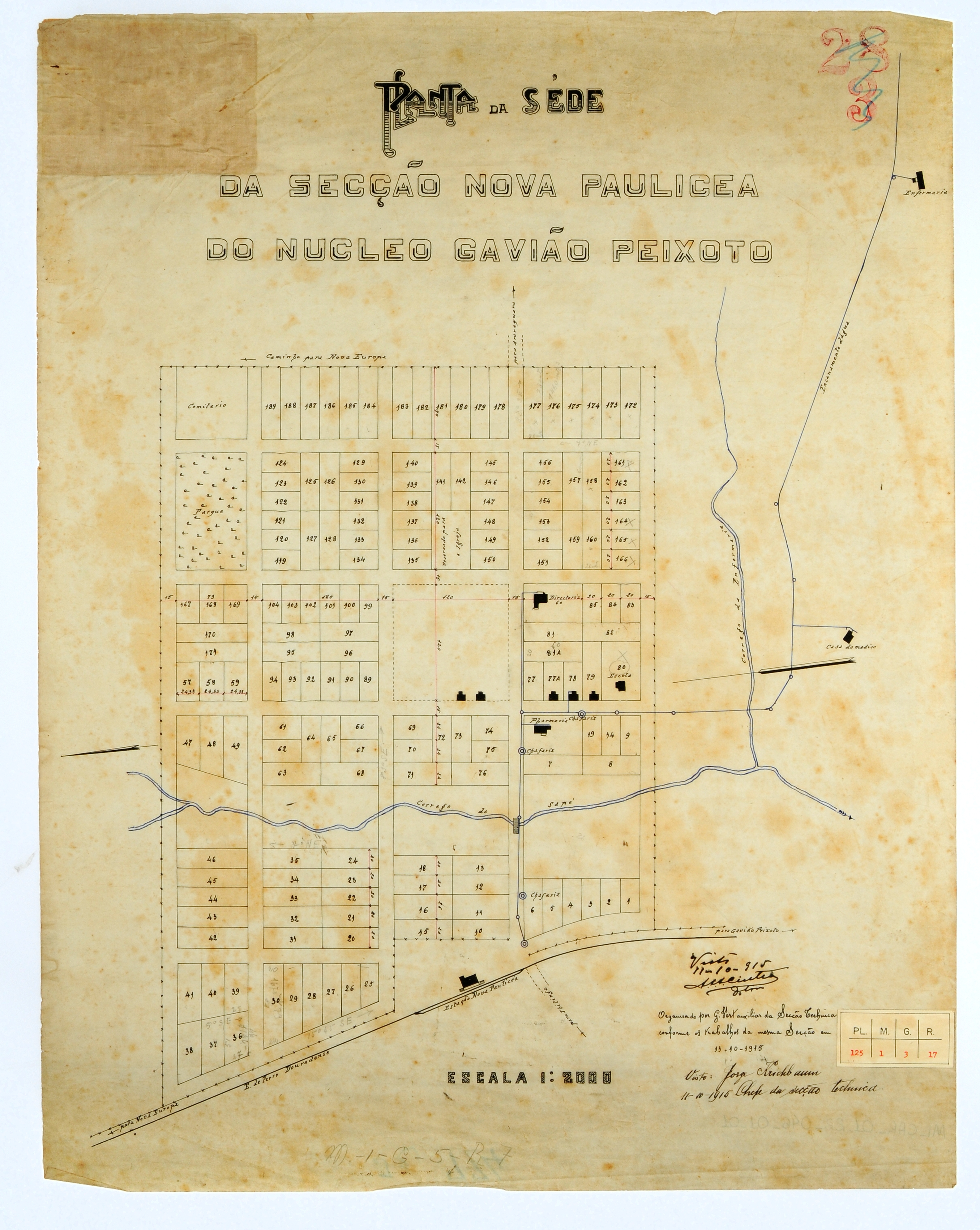
Planta da sede da Seção Nova Pauliceia.

Não demorou muito e em 1912 Nova Pauliceia já tornou-se a sede de um distrito no município de Araraquara.
Em 1915, a colônia tinha 165 lavradores registrados, uma banda de música (Lyra Nova Paulicéa), um professor, doze armazéns, uma farmácia, dois hotéis, dois barbeiros, dois sapateiros, três açougues, três serrarias, cinco olarias e uma máquina de arroz.
Com o tempo, entretanto, a colônia de Gavião Peixoto cresceu mais e tomou seu lugar, enquanto Nova Pauliceia passou a ser apenas um pequeno bairro rural. Com o fim da ferrovia em 1969 acentuou o seu declínio.
Hoje Nova Pauliceia fica a cerca de quatro quilômetros de Gavião Peixoto, sede do município ao qual pertence, depois de ambos estarem subordinados à Araraquara por mais de oitenta anos. Com pouquíssimas casas, é um núcleo espalhado ao longo de menos de um quilômetro da estrada de rodagem que liga as cidades de Gavião Peixoto e de Nova Europa.

### Formação administrativa
- Lei nº 1.328 de 31/10/1912 - cria o distrito com sede no núcleo colonial de Nova Pauliceia, no município de Araraquara[8].
- Lei nº 1.993 de 05/12/1924 - transfere a sede do distrito para o povoado de Gavião Peixoto, assumindo o distrito esta denominação[9].

## Geografia

### Demografia

#### População
Até o Censo 2010 (IBGE) o povoado não tinha seu perímetro delimitado pelo IBGE, com este apenas fazendo parte de setores rurais. Assim a população rural do seu entorno, incluindo a do povoado, era de 444 habitantes.

### Rodovias
O principal acesso ao povoado é a estrada vicinal Gavião Peixoto-Nova Europa.

## Serviços públicos

### Registro civil
Atualmente é feito na sede do município, pois o Cartório de Registro Civil das Pessoas Naturais foi transferido para Gavião Peixoto pela Lei nº 1.993 de 05/12/1924.

### Saneamento
O serviço de abastecimento de água é feito pela Prefeitura Municipal de Gavião Peixoto.

### Energia
A responsável pelo abastecimento de energia elétrica é a CPFL Paulista, distribuidora do grupo CPFL Energia.

## Religião
O Cristianismo se faz presente no povoado da seguinte forma:

### Igreja Católica
- A igreja faz parte da Diocese de São Carlos[17].